# Klabautermann

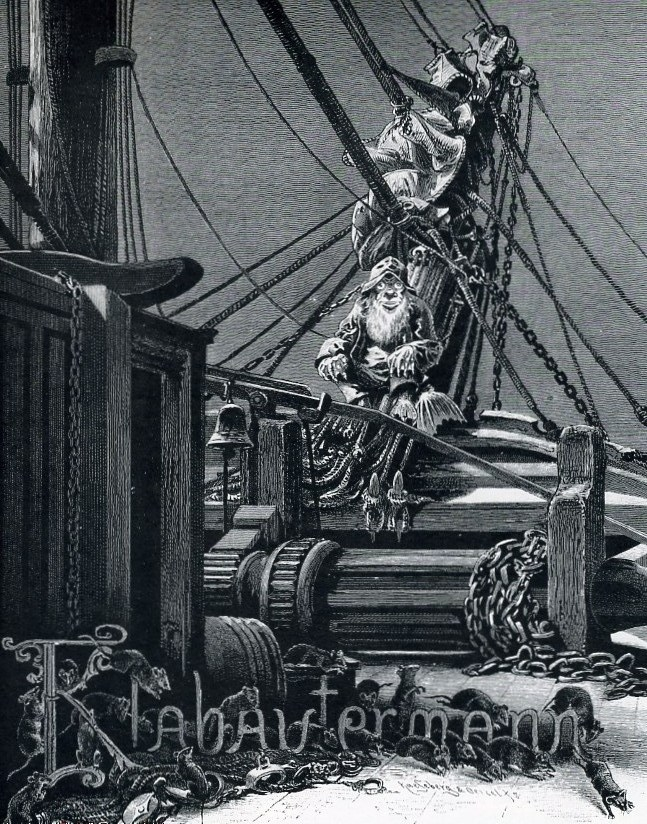

Le Klabautermann est un être issu de la mythologie germanique, et dont l'origine géographique est située en Allemagne du Nord (Poméranie).
Il s'agit d'un elfe, tantôt protecteur des rivières et ruisseaux, tantôt attaché aux mers et océans.
Il incarne dans la mythologie germanique à la fois le protecteur des navires en mer, et la cause fréquente des naufrages de marins. Un conte poméranien nous décrit une aventure entre un couple de pêcheurs et le Klabautermann (Der Klabautermann) qui semble avoir été retranscrit par les frères Grimm. Le Klabautermann apparaît dans ce conte sous le nom de Klaus Bautzmann, patronyme germanique qui désigne également une ancienne famille saxonne (voir Bautzmann). 

## Culture populaire
- Dans le manga One Piece de Eiichiro Oda, le personnage d'Usopp en aperçoit un lors d'une des nombreuses aventures des héros. Celui-ci l'aperçoit alors en pleine nuit en train de réparer le bateau de l'équipage (le Vogue Merry) . Plus tard, un autre personnage du nom de Franky raconte à Usopp la légende du Klabautermann : habillé d'un ciré marin et tenant un maillet, le Klabautermann serait « l'incarnation » de l'âme des bateaux dont on prend le plus grand soin et, lors des avaries, préviendrait les marins du danger les guettant, leur sauvant ainsi la vie. Dans le manga, seul Usopp parvient à le voir, mais tous finissent par l'entendre un peu plus tard, lors de la « mort » du navire.
- Klabautermann est aussi une chanson du groupe allemand Dschinghis Khan.
- De plus, dans sa trilogie des coureurs de vagues (Die Wellenläufer), l'auteur de fantasy allemand Kai Meyer y fait allusion avec ses Klabauter, monstres marins s'accrochant aux coques des navires.
- En Allemagne, les histoires du Kobold Pumuckel y font aussi référence.

## Source
- Reinhard J. Buss : The Klabautermann of the northern seas ; an analysis of the protective spirit of ships and sailors in the context of popular belief, Christian legend, and Indo-European mythology, Berkeley, University of California Press, 1973.